# Egebækken
Egebækken er et vandløb på øresundskysten. Den har sit udspring i vådområderne omkring Ørnholmvej, ved den sydlige ende af Teglstrup Hegn (Rørtang/Gurre Overdrev), hvorfra den løber gennem Rørtangs og Flynderups jorder til Egebæksvang og herfra har udløb i Øresund. Bækken, er i dag rørlagt på en del af sit forløb og er kun fritlagt fra Flynderupgård og nedstrøms herfra. Det er blevet besluttet, at fritlægge bækken helt. Fritlægningen forventes tilendebragt i februar 2011
Egebækken har i ældre tid været udnyttet til drift af en eller flere vandmøller, som der stadig kan ses spor af i terrænet. I Egebæksvang løber Egebækken igennenem 2 småsøer kaldet Salamanderdammene.  Ved Søvejen (den tidligere Strandvej) er bækken i en gammel stenkiste (Egebæksbro) ført under vejen. 